# Empathy (album)
Empathy è un album in studio collaborativo dei musicisti statunitensi Bill Evans e Shelly Manne, pubblicato nel 1962.

## Tracce
1. The Washington Twist (Irving Berlin) – 6:26
2. Danny Boy (Frederick Weatherly) – 3:42
3. Let's Go Back to the Waltz (Irving Berlin) – 4:30
4. With a Song in My Heart (Richard Rodgers, Lorenz Hart) – 9:12
5. Goodbye (Gordon Jenkins) – 5:12
6. I Believe in You (Frank Loesser) – 5:52

## Formazione
- Bill Evans - piano
- Shelly Manne - batteria
- Monty Budwig - basso